# De Pluspion Wachtebeke
De Pluspion Wachtebeke – belgijski klub szachowy z siedzibą w Wachtebeke.

## Historia
Klub został założony w 1976 roku. W 2011 roku De Pluspion awansował do Division 2, a w 2016 roku uzyskał awans do Division 1. W inauguracyjnym sezonie w najwyższej klasie rozgrywkowej klub zajął dziesiąte miejsce. W sezonie 2018/2019 zespół zajął piąte miejsce w lidze. W 2019 roku De Pluspion zadebiutował w Pucharze Europy, zajmując wówczas 35. miejsce w klasyfikacji (wygrane z Gonzaga Chess Club, Hillerød SK i Rudarem Pljevlja, remis z Víkingaklúbburinn, przegrane z Club 64 Modena, Kennemer Combinatie i Taflfélag Reykjavíkur). W 2020 roku zespół zajął czwarte miejsce w lidze, a w 2022 roku był piąty. Ponadto w sezonie 2022 De Pluspion ponownie rywalizował w Pucharze Europy, zajmując 42. pozycję. W 2023 roku klub był czwarty w lidze. W sezonie 2023/2024 zespół zdobył wicemistrzostwo Belgii, kończąc rozgrywki jedynie za KWV Wetteren. W Pucharze Europy natomiast zajął 54. miejsce.

## Arcymistrzowie w historii klubu
Źródło: Interclub schaken België
- Péter Ács
- Miguoel Admiraal
- Lewan Aroszidze
- Nino Baciaszwili
- Alexandre Dgebuadze
- Jonathan Dourerassou
- Nikolozi Kaczarawa
- David Klein
- Bart Michiels
- Fernando Peralta
- Jaime Santos Latasa
- Miguel Santos Ruiz